# Биафо
Биа̀фо е ледник в планините Каракорум в Пакистан. Дълъг е над 63 километра. Започва от ледено езеро (от което започва и ледникът Хиспар) на надморска височина от 5128 метра. Тези 2 ледника, взети заедно, правят най-голямата ледникова система по света извън полярните райони.